# オート・メラーラ 76 mm 砲
オート・メラーラ 76 mm 砲（Oto Melara 76 mm gun）は、イタリアのオート・メラーラ社（現レオナルド社電子機器・防衛＆セキュリティシステム部門）が開発した艦砲。その優れた性能から、開発国イタリアはもちろん、日本やアメリカ合衆国など世界40ヶ国以上で用いられている。
現在までに3タイプが発表されているが、とくにコンパクトとスーパーラピッドは、高い速射力と追尾能力をもち、対空・対水上に使用できる高性能な両用砲でありながら、きわめてコンパクトに設計されている。

## MMI
オート・メラーラ社が最初に実用化した62口径76ミリ砲はMMIアラーガト（Marina Marittimo Italiana Allargato）と呼ばれるものであった。これは先行して試作された連装砲であるSMP3 ソヴラポスト（Sovrapposto）の改良型として、1958年より開発が開始され、1962年から生産に入った。基本的には、スウェーデン・ボフォース社のベストセラーである56口径40mm機銃を参考としつつ、オート・メラーラ社の独自技術によって開発されたとされている。
1960年代から1970年代にかけてイタリア海軍の対空砲として採用されたものの、輸出されることはなく、生産数は84基とされている。現在では、搭載艦の退役に伴って姿を消しつつあり、ごく少数が残るのみとなっている。

### 採用国と搭載クラス (MMI)
イタリア海軍
- ジュゼッペ・ガリバルディ
- インパヴィド級駆逐艦
- ヘリコプター巡洋艦「ヴィットリオ・ヴェネト」
- アンドレア・ドーリア級巡洋艦
- アルピーノ級フリゲート
- カルロ・ベルガミーニ級フリゲート
- カノーポ級フリゲート
- ピエトロ・ディ・クリストファロ級コルベット
- カシオペア級哨戒艦
- アルバトロス級コルベット[注 1]
- サン・ジョルジョ級強襲揚陸艦[注 2]

## コンパクト（コンパット）砲とスーパー・ラピッド砲

### 来歴
MMIの開発で得たノウハウを生かして開発された、オート・メラーラ社第2世代の62口径76ミリ砲がコンパクト砲（イタリア語: Compatto; イタリア語読みで「コンパット」とも）である。開発は1964年より開始され、1967年に完了し、1969年より量産に入った。
当初、本砲はあまりに精緻で信頼性に欠けるとして敬遠されていたが、ミサイル艇に軸足を移しつつあったイスラエル海軍は興味を示し、当時建造を進めていたサール型ミサイル艇のうち1966年に発注した後期建造分について、70口径40mm単装機銃のかわりに本砲を搭載するように設計を修正した。イスラエル海軍での試験の結果、100項目以上におよぶ改善項目が指摘されたものの、この結果、本砲は極めて完成度の高い武器システムとして、多くの海軍に採用されていくことになった。日本（日本製鋼所）、アメリカ合衆国（FMC社）、スペインでライセンス生産が行われており、アメリカ海軍ではMk.75 3インチ砲として制式化されている。2014年の時点で、56ヶ国171クラスの艦艇に搭載され、製造数は、ライセンス生産分も含めると約1,100基に達する。一部の国ではコピー生産が行われており、北朝鮮が1990年代にリビアからコンパット砲を入手し、リバースエンジニアリングによって獲得した技術を基に国産化している。またイランにおいてもファジル-27の名称でコピーされており、モッジ型フリゲート等に搭載されている。

### 設計
本砲システムは、小型軽量で追従性に優れた無人砲塔と、高い発射速度を備えた速射砲を組み合わせている。
砲盾は球形のガラス繊維強化プラスチック製で、防御用というよりは風雨避けとしての性格が強い。完全気密構造で、通常、内部に砲員は配置されないが、後部には大型の点検ハッチがあり、また、非常時には砲側での射撃指揮も可能なように設定することもできる。旋回・俯仰はアンプリダイン方式である。なお、この球形の砲盾は本砲のトレードマークとして親しまれてきたが、近年になってレーダー反射断面積を抑えることでステルス性を高めた砲盾が開発された。この砲塔に単装に配される砲は、MMIと同じく62口径の長砲身を備えている。先端部には砲身排煙筒、先部に砲口制退機と砲身冷却装置が取り付けられている。なお本砲は、艦砲としては珍しい水冷機構を導入しており、持続発射性能を高めている。またスーパー・ラピッド砲では、散布界は射程1,000メートルで0.3ミリラジアンと、驚異的な集弾率の高さを実現した。
発射速度は、オリジナルのコンパクト砲では毎分80発とされていた。その後、1984年に発表されたスーパー・ラピッド砲（イタリア語: Super Rapido）では、給弾方式を変更して発射速度を向上させており、公称で毎分120発、試験では毎分139発も記録された。またスーパー・ラピッド砲では、弾庫からのホイストの途中に人力で給弾することもできるようになった。例えば弾庫の弾薬をもちいて対空射撃を行っている最中、急に対水上射撃を行う必要に迫られた場合、5秒で弾薬の切り替えを行うことができる。人力給弾の場合、発射速度は毎分15発以下となる。なお設計が大きく変更されているため、コンパクト砲をスーパー・ラピッド砲の仕様に改修することはできない。既存のコンパクト砲でもIROF改修を行うことで発射速度を毎分100発まで向上させることができるが、この場合、手動装填には対応しない。
砲塔下方の甲板下には、即応弾を収容した複列式の回転給弾機（銃でいうところの弾倉）が設けられており、砲台長1名と給弾手3名の計4名が配置される。この弾倉は二重～三重構造（型式により異なる）で、弾薬が正立状態に人力給弾される。砲塔内に弾薬を移送する揚弾筒や、揚弾された弾薬を装填位置に持ち上げるロッキング・アームなどの経路上にある10発を含めて、一重ならば44発、二重ならば80発、三重なら115発の弾薬を収納できるが、このうち即応弾として使えるのは、二重目までの80発である。またその後、スーパー・ラピッド砲をもとに、砲塔下の弾庫を省いて軽量化したAD（Above-Deck）砲も開発されたが、この場合、即応弾は砲塔内の40発に限られる。
使用する砲弾は、銃弾をそのまま大型化したような形である固定弾薬包方式で、従来のアメリカ製50口径76mm速射砲（Mk.33 3インチ砲）と互換性がある。通常弾の射程は16キロメートルだが、射程延伸型のSAPOMER弾であれば20キロメートルに延伸される。更に長射程を狙ったVULCANO弾では、非誘導型で30キロメートル、GPS・赤外線誘導を導入した誘導砲弾では40キロメートルに延伸される予定だが、こちらは開発中である。一方、対空射撃用のDART誘導砲弾は既に実用化されており、スーパー・ラピッド砲から発展したストラレス砲で使用される。これはCIWSとして近接防空に使用することもでき、有効最大射程は8キロメートル、最低目標高度は2メートルとされている。

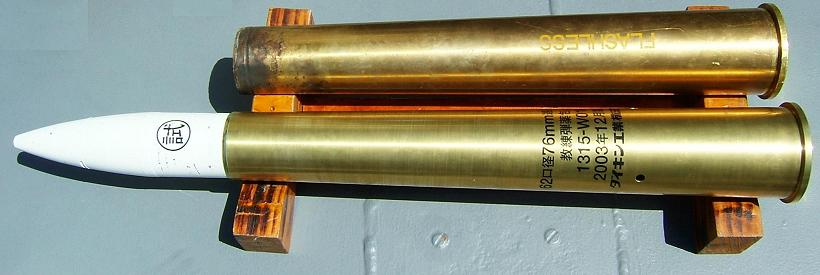
上：76mm弾打ち殻薬莢 下：76mm教練弾（操作訓練・試験弾）
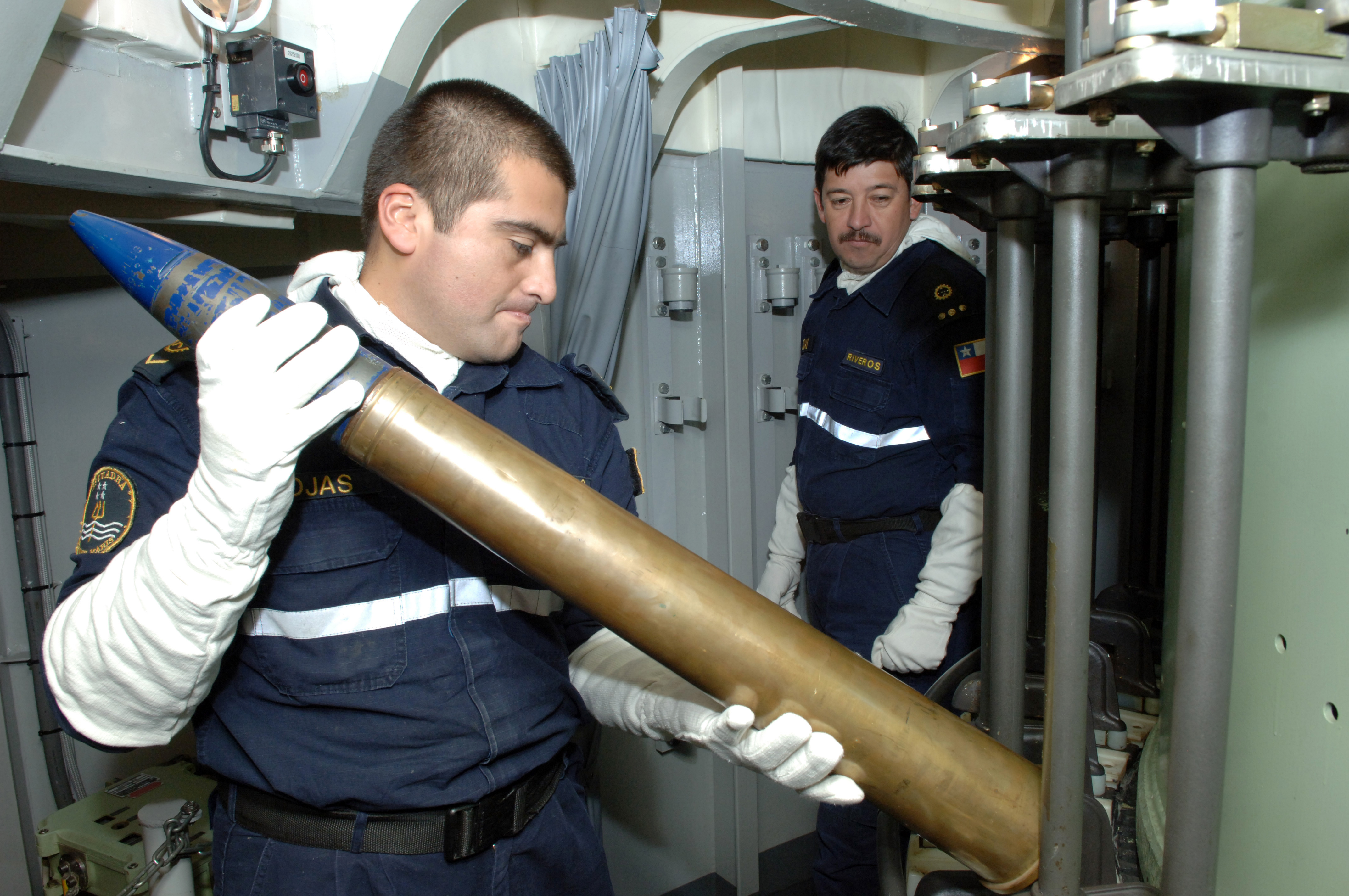
チリ海軍「アルミランテ・リヴェロス」搭載砲の給弾作業
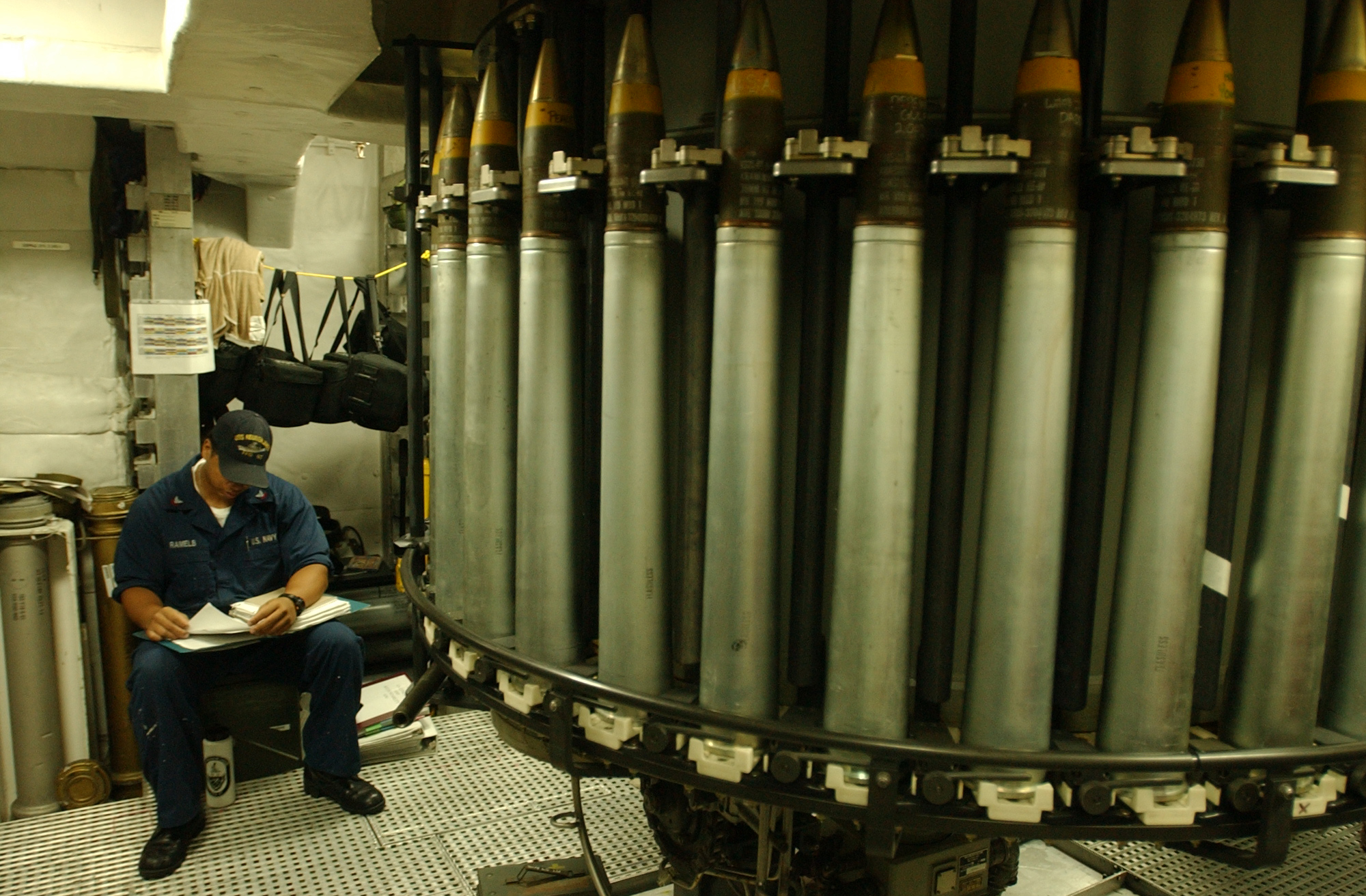
米海軍「ルーベン・ジェームズ」搭載砲の回転給弾機（二重型）
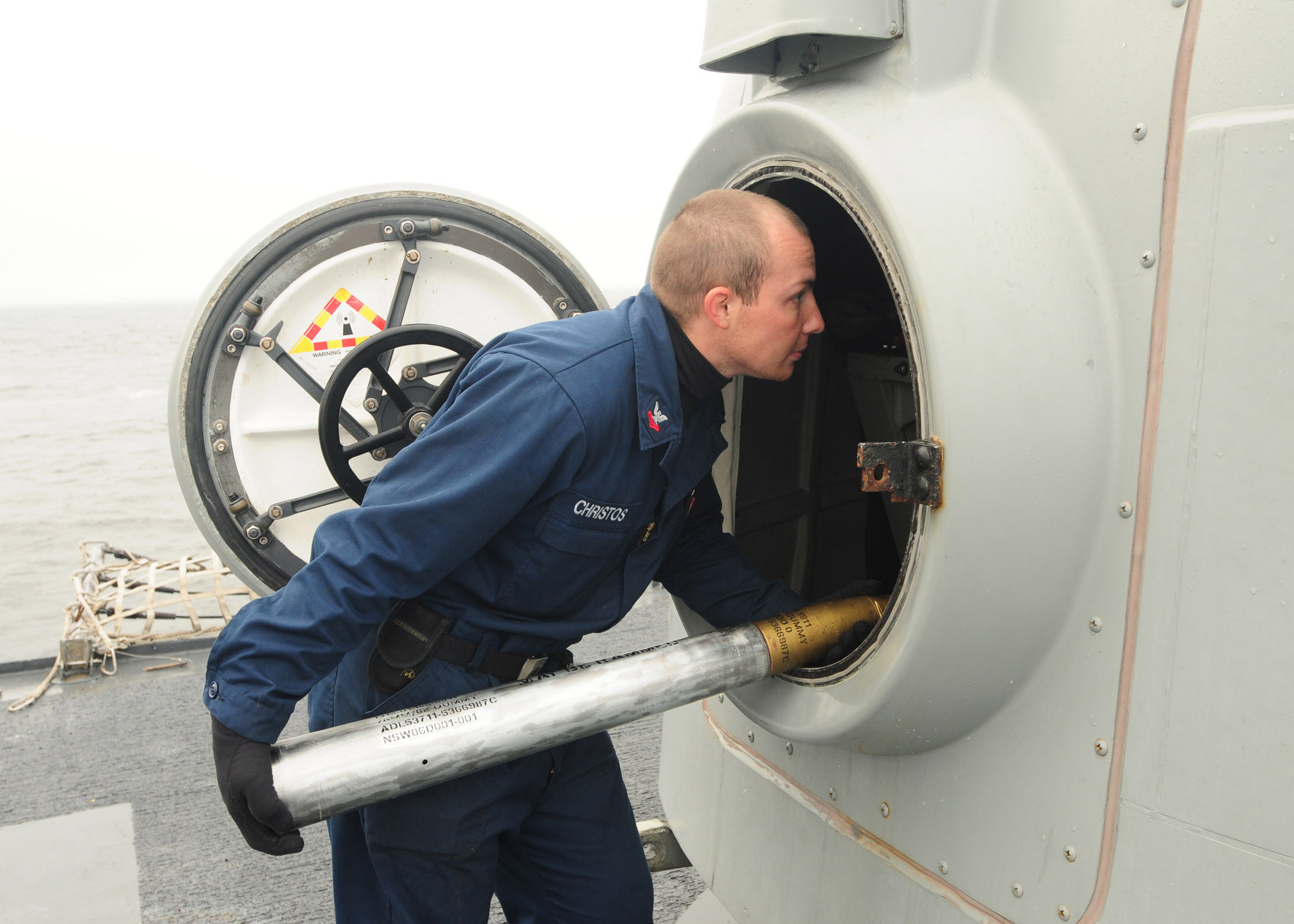
砲塔後部ハッチからの弾薬の搬入作業
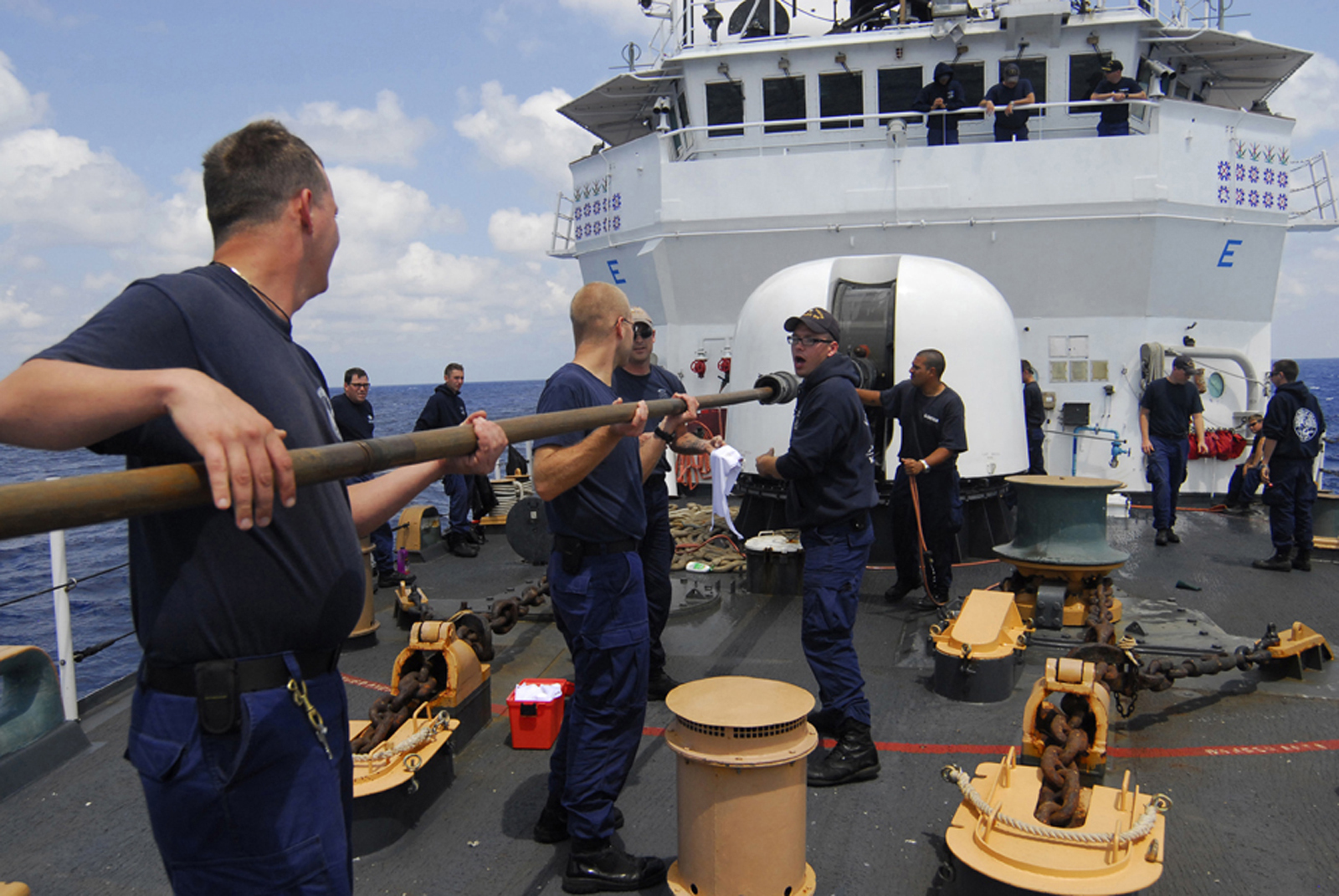
アメリカ沿岸警備隊カッター「セティス」搭載砲の射後手入れ

### 諸元・性能

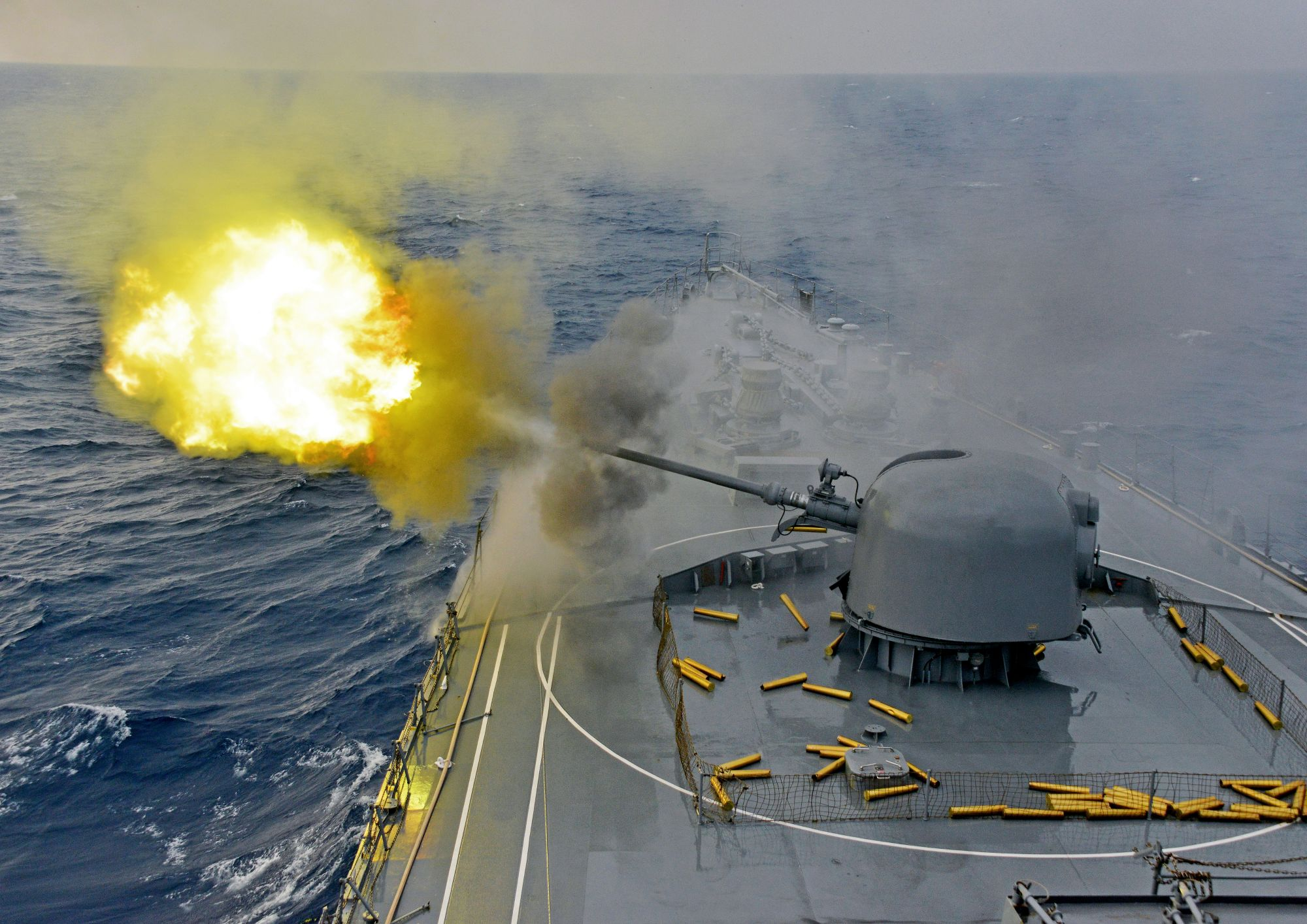
護衛艦「さみだれ」搭載砲(コンパクト砲)の射撃

出典: BAE SYSTEMS (2013年1月8日). “Italy 76 mm/62 (3") Compact, SR and USA 76 mm/62 (3") Mark 75” (英語). 2013年8月19日閲覧。
Diehl (2009年). “Cartridges 76mm x 636 for all Types of OTO Melara Guns 76mm L/62” (PDF) (英語). 2013年8月19日閲覧。
諸元
- 種別: 艦載型後装式ライフル砲
- 口径: 76mm（3インチ）
- 砲身長: 62口径（4,712mm）
- 重量: 
総重量：16,400lbs.（7,439kg）
砲単体：1,686lbs.（765kg）
- 砲員数: 
砲塔内：無人
甲板下：砲台長1名、給弾手3名

性能
- 俯仰角: -15°/+85°
俯仰速度：35°/s
- 旋回角: 全周
旋回速度：60°/s
- 薬室圧力: 3,600bar（21℃）
- 初速: 915m/s（21℃：通常弾）, 1,200m/s（DART）
- 有効射程: 16,000m（通常弾）, 20,000m（SAPOMER）, 40,000m（Vulcano）, 5,000m（DART）
- 最大射程: 18,400m（通常弾）
- 最大射高: 16,300m（通常弾）
- 発射速度: コンパクト砲：80発/分（性能向上砲100発/分）
SR砲：120発/分

砲弾・装薬
- 弾薬: 完全弾薬筒（76.2×636mm）
- 砲弾: 榴弾, 調整破片榴弾, SAPOMER（射程延長型半徹甲弾）, Vulcano（対地誘導砲弾）, DART（対空誘導砲弾）など

運用史
- 開発国:  イタリア
- 生産期間: コンパクト砲：1969年-
SR砲：1988年-

|          | AGS       | H/PJ-45  | A-192M     | Mk45 Mod 4 | 127mm/54C  | Mk8 Mod 1  | Mle.68   | 76mm C/SR                   | Mk110      |
| -------- | --------- | -------- | ---------- | ---------- | ---------- | ---------- | -------- | --------------------------- | ---------- |
| 砲身数   | 単装      | 単装     | 単装       | 単装       | 単装       | 単装       | 単装     | 単装                        | 単装       |
| 口径     | 155 mm    | 130 mm   | 130 mm     | 127 mm     | 127 mm     | 113 mm     | 100 mm   | 76 mm                       | 57 mm      |
| 砲身長   | 62口径    | 70口径   | 70口径     | 62口径     | 54口径     | 55口径     | 55口径   | 62口径                      | 70口径     |
| 重量     | 106 t     | 50 t     | 24 t       | 28.924 t   | 37.5 t     | 26.4 t     | 22 t     | 12 t                        | 7.5 t      |
| 要員数   | 完全自動  | 不明     | 5名以下    | 6名        | 2-8名      | 給弾手2名  | 無人     | 給弾手3名                   | 完全自動   |
| 仰俯範囲 | +70°/ -5° | 不明     | +80°/ -15° | +65°/ -15° | +83°/ -15° | +55°/ -10° | +29°     | +85°/ -15°                  | +77°/ -10° |
| 旋回範囲 | 全周      | 不明     | 不明       | 340°       | 330°       | 340°       | 40°      | 全周                        | 全周       |
| 発射速度 | 10発/分   | 40発/分  | 30発/分    | 16-20発/分 | 45発/分    | 25発/分    | 78発/分  | 80発/分（C） 120発/分（SR） | 220発/分   |
| 冷却方式 | 水冷      | 水冷     | 不明       | 空冷       | 水冷       | 空冷       | 水冷     | 水冷                        | 水冷       |
| 最大射程 | 118,000 m | 29,500 m | 23,000 m   | 37,000 m   | 23,000 m   | 21,950 m   | 17,000 m | 18,400 m                    | 21,000 m   |

### 採用国と搭載クラス
アイルランド海軍
- オーラ級哨戒艦
- ローシーン級哨戒艦
- サミュエル・ベケット級哨戒艦

 アメリカ海軍

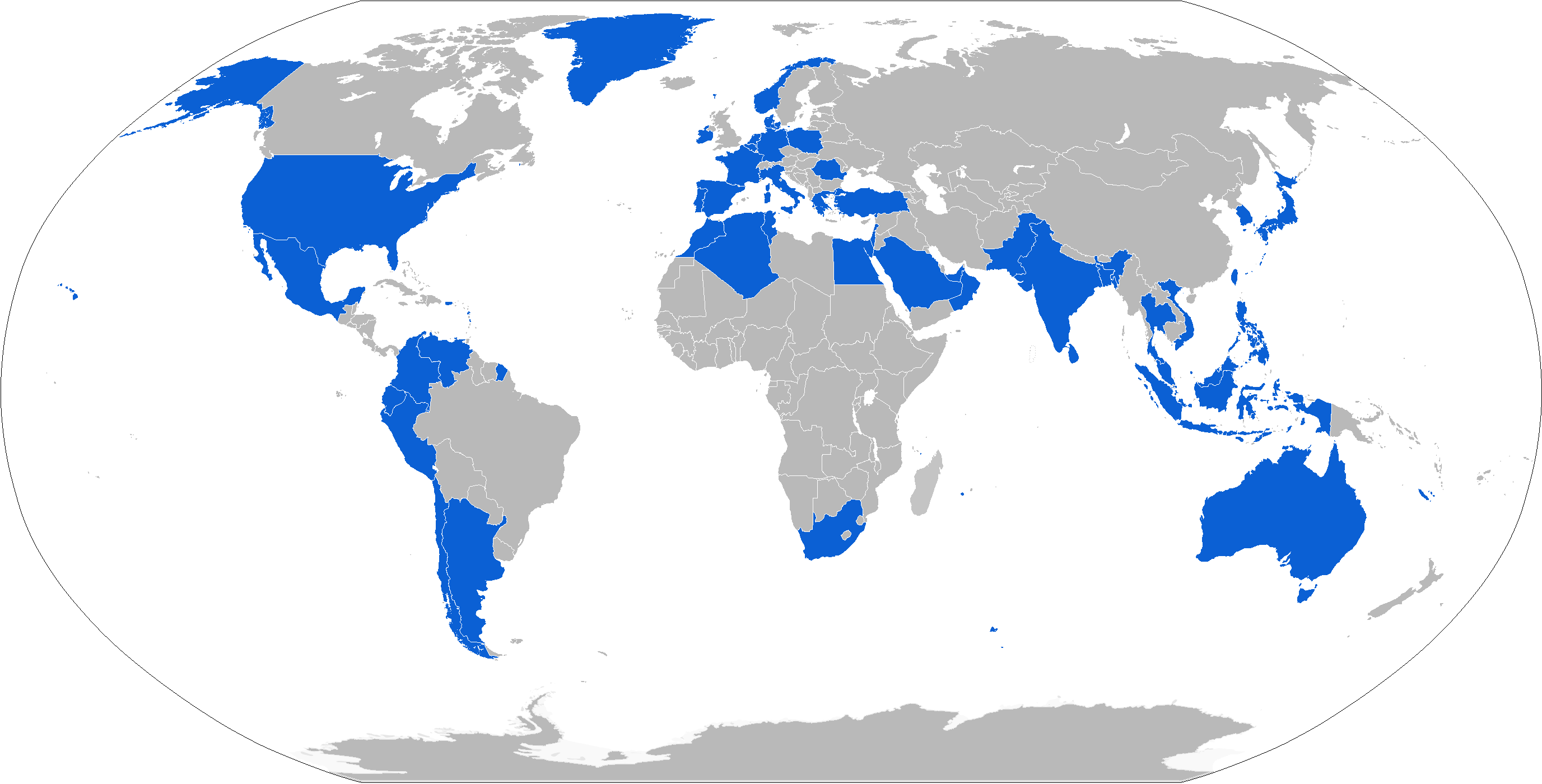
採用国

- ブルック級ミサイルフリゲート「タルボット」[注 13]
- オリバー・ハザード・ペリー級ミサイルフリゲート
- ペガサス級ミサイル艇

 アメリカ沿岸警備隊
- ハミルトン級カッター
- ベア級カッター

 アラブ首長国連邦海軍
- コルテノール級フリゲート

 イスラエル海軍
- サール3型ミサイル艇
- サール4型ミサイル艇
- サール4.5型ミサイル艇
- サール6型コルベット

 イタリア海軍
- スパルヴィエロ級ミサイル艇
- アウダーチェ級駆逐艦
- デ・ラ・ペンネ級駆逐艦
- サン・ジョルジョ級強襲揚陸艦
- コマンダンテ級哨戒艦
- ドック型揚陸艦「サン・ジュスト」
- 軽空母「カヴール」
- アンドレア・ドーリア級駆逐艦
- カルロ・ベルガミーニ級フリゲート
- ミネルヴァ級コルベット
- 強襲揚陸艦「トリエステ」

 イラン
- 補給艦「ハールク」

 インド海軍
- デリー級駆逐艦[注 14]
- コルカタ級駆逐艦
- ヴィシャーカパトナム級駆逐艦
- ゴーダーヴァリ級フリゲート
- ブラマプトラ級フリゲート
- シヴァリク級フリゲート
- ニルギリ級フリゲート(2019)（英語版）
- ヴィール級コルベット (1241.8型)
- カモルタ級コルベット
- サリュー級哨戒艦
- シャチー級哨戒艦（英語版）

 インド沿岸警備隊
- サマル級巡視船

 オーストラリア海軍
- アデレード級フリゲート

 オマーン海軍
- ハリーフ級コルベット（英語版）

 オランダ海軍
- ファン・スペイク級フリゲート[注 15]
- コルテノール級フリゲート
- カレル・ドールマン級フリゲート
- ホラント級哨戒艦

 ガーナ海軍
- アチモタ級哨戒艇

 カタール海軍
- ダムサー級ミサイル艇
- バルザン級ミサイル艇
- アル・ズバラ級フリゲート

 カナダ海軍
- イロクォイ級ミサイル駆逐艦[注 16]

 大韓民国海軍
- 蔚山級フリゲート
- 東海級コルベット
- 浦項級コルベット
- 犬鷲型ミサイル艇

 朝鮮人民軍海軍
- 鴨緑級コルベット

- 豆満級コルベット（英語版）

 ギリシャ海軍
- エリ級フリゲート

 サウジアラビア海軍
- アル・リヤド級フリゲート
- バドル級コルベット
- ジュバイル級コルベット（英語版）
- アル・シディク級ミサイル艇

 エジプト海軍
- アキテーヌ級駆逐艦
- カルロ・ベルガミーニ級フリゲート (2代)
- オリバー・ハザード・ペリー級ミサイルフリゲート
- デスクビエルタ級コルベット
- ゴーウィンド型コルベット
- エザット級高速ミサイル艇（英語版）

 シンガポール海軍
- フォーミダブル級フリゲート
- エンデュアランス級揚陸艦
- ヴィクトリー級コルベット
- フィアレス級哨戒艇

 スペイン海軍
- サンタ・マリア級フリゲート
- メテオロ級哨戒艦

 タイ海軍
- パッターニー級哨戒艦
- クラビ級哨戒艦
- プーミポン・アドゥンヤデート級フリゲート

 中華民国海軍
- 成功級フリゲート
- 康定級フリゲート
- 錦江級ミサイル艇
- 龍江級ミサイル艇
- 沱江級コルベット
- 玉山級ドック型輸送揚陸艦
- 輕型巡防艦

 チリ海軍
- 旧英海軍22型フリゲート[注 15]
- オリバー・ハザード・ペリー級ミサイルフリゲート

 ドイツ海軍
- ブランデンブルク級フリゲート
- ゲパルト級ミサイル艇
- ブレーメン級フリゲート
- ザクセン級フリゲート
- ブラウンシュヴァイク級コルベット
- アルバトロス級ミサイル艇

 トルコ海軍
- G級フリゲート
- アダ級コルベット
- イスタンブール級フリゲート（英語版）

 海上自衛隊
- 護衛艦「むらくも」
- 護衛艦「いしかり」
- はつゆき型護衛艦
- ゆうばり型護衛艦
- あさぎり型護衛艦
- 訓練支援艦「くろべ」
- あぶくま型護衛艦
- 練習艦「かしま」
- むらさめ型護衛艦
- 掃海母艦「ぶんご」
- 訓練支援艦「てんりゅう」
- はやぶさ型ミサイル艇[3]

 ノルウェー海軍
- フリチョフ・ナンセン級フリゲート
- シェル級ミサイル艇

 デンマーク海軍
- ニールス・ユール級コルベット
- イーヴァル・ヒュイトフェルト級フリゲート
- テティス級哨戒艦
- クヌート・ラスムッセン級哨戒艦

 バングラデシュ海軍
- フリゲート「バンガバンドゥ」

 フィリピン海軍
- ホセ・リサール級フリゲート
- ミゲル・マルバル級フリゲート（英語版）
- 旧韓国海軍浦項級コルベット
- ジャシント級哨戒艦
- デル・ピラール級哨戒艦

 インドネシア海軍
- 旧蘭海軍ファン・スペイク級フリゲート[注 15]
- ブン・トモ級コルベット（英語版）
- シグマ型コルベット

 フランス海軍
- フォルバン級駆逐艦
- アキテーヌ級駆逐艦
- アミラル・ロナルク級駆逐艦

 マレーシア海軍
- ラクシュマナ級コルベット
- ゴーウィンド型コルベット
- クダ級哨戒艦

 南アフリカ海軍
- ヴァラー級フリゲート

 ミャンマー海軍
- アウンゼーヤ (F-11)
- チャンシッター級フリゲート
- アノーヤター級コルベット

 メキシコ海軍
- オアハカ級哨戒艦（英語版）

 ルーマニア海軍
- 旧英海軍22型フリゲート[注 15]

## 登場作品

### 映画
『ゴジラ×モスラ×メカゴジラ 東京SOS』
架空のイージス護衛艦「DD-147 あいづ」の搭載兵器として、コンパクト砲が登場。東京に向かって洋上を進むゴジラに対して使用される。
『亡国のイージス』
架空の護衛艦「うらかぜ」役で登場した、むらさめ型護衛艦「いかづち」に搭載されたものが、架空のイージス護衛艦「いそかぜ」から発射されたハープーンの迎撃に使用される。

### アニメ・漫画
『空母いぶき』
航空機搭載型護衛艦「いぶき」を旗艦とする第5護衛隊群(架空)に所属する、各あさぎり型護衛艦に搭載されている。
『沈黙の艦隊』
第2護衛隊群所属の各艦に搭載されたものが、アメリカ海軍が発射したハープーンを迎撃するために使用される。

### 小説
『日本北朝鮮戦争 自衛隊武装蜂起』
難民船に紛れて攻撃してくる工作船を攻撃するため、はつゆき型護衛艦「はまゆき」「まつゆき」に搭載されたものが使用される。
『日本国召喚』
あさぎり型護衛艦、むらさめ型護衛艦、はやぶさ型ミサイル艇の主砲として使用される。

### ゲーム
『Modern Warships』
任意に搭載可能な艦砲としてステルス型砲塔とコンパクト型が登場する。
『Wargame Red Dragon』
NATO陣営で使用可能な艦船の武装として「OTO Melara」の名称で登場する。